# G5 Sahel
G5 Sahel (französisch: G5 du Sahel, Abkürzung: G5S) ist eine 2014 gegründete, anfangs von fünf Staaten der Sahelzone gebildete Regionalorganisation zur Koordination der Armutsbekämpfung, Infrastrukturausbau, Landwirtschaft und Sicherheit. Die Organisation sollte bestehende Regionalorganisationen wie die Westafrikanische Wirtschaftsgemeinschaft (ECOWAS) oder das Comité permanent Inter-Etats de Lutte contre la Sécheresse dans le Sahel (CILSS) ergänzen und unterstützen.
Nachdem Mali 2022 und Burkina Faso sowie Niger 2023 ausgeschieden waren, verblieben nur die beiden Staaten Tschad und Mauretanien.

## Geschichte
Die G5 du Sahel wurde am 16. Februar 2014 von den Staatschefs von Mauretanien, Mali, Niger, Burkina Faso und dem Tschad in Nouakchott, Mauretanien, gegründet. Seit 19. Dezember 2014 ist der Sitz der Organisation in Mauretanien.
Am 15. Mai 2022 kündigte die Militärregierung von Mali an, sich aus allen Organen und Instanzen der Sahel-G5 zurückzuziehen, da dem Land der Vorsitz verwehrt werde. Burkina Faso und Niger folgten 2023, worauf die beiden verbliebenen Staaten Tschad und Mauretanien ankündigten, die Auflösung der G5 Sahel einzuleiten.

## Sicherheitspolitik
Beim G5-Gipfel im Februar 2017 wurde beschlossen, eine Eingreiftruppe (La Force conjointe du G5 Sahel) aus 5000 Soldaten und Polizisten unter einem gemeinsamen Oberkommando (Oberbefehlshaber: Didier Dacko) bis Frühjahr 2018 zu bilden, die Terrorismus und Organisierte Kriminalität (Drogen- und Menschenschmuggel) bekämpfen soll. Im April 2017 hat dann der Friedens- und Sicherheitsrat der Afrikanischen Union das strategische Einsatzkonzept gebilligt und mit Resolution 2359 (2017) hat schließlich auch der Sicherheitsrat der Vereinten Nationen die Einrichtung der Einsatztruppe begrüßt. Am 29. Juni 2017 kündigte der französische Außenminister Jean-Yves Le Drian an, dass das französische Militär mit G5 Sahel zusammenarbeiten werde (siehe auch: Opération Barkhane). Die Soldaten und Polizisten aus den G5-Staaten verteilen sich auf sieben Bataillone. Geführt werden sie von einem in Mali (Sevaré) stationierten gemeinsamen Hauptquartier und drei Regionalkommandos (West, Central und East), deren Fokus die drei zwischenstaatlichen Grenzen auf den Nord-Süd-Linien zwischen Mauretanien und Mali, zwischen Mali, Niger und Burkina Faso sowie zwischen Niger und Tschad sind.
Die G5-Sahel-Staaten werden für den Aufbau der Truppe je 10 Millionen US-Dollar bereitstellen, die Europäische Union 50 Millionen für Infrastruktur, Ausrüstung und Ausbildung (jedoch keine Finanzierung von Waffen durch die EU). 8 Millionen US-Dollar, 70 Fahrzeuge und Kommunikationsausrüstung werden von Frankreich zur Entlastung der Opération Barkhane beigesteuert. Die geschätzten Gesamtkosten der G5 Sahel Joint Force sollen 432 Millionen US-Dollar betragen. Auf der Sahel-Konferenz in Paris im Dezember 2017 kündigte Saudi-Arabien an, für den Aufbau der Truppe rund 100 Millionen US-Dollar bereitzustellen. Deutschland unterstützt bei den Infrastrukturmaßnahmen den Aufbau des Regionalkommandos im nigrischen Niamey. Die deutsche Bundesregierung liefert Ausstattung für die G5-Verteidigungsakademie in Mauretanien und finanziert aus Mitteln der Ertüchtigungsinitiative den Aufbau eines regionalen Ausbildungsnetzwerks im Bereich der Biosicherheit.
Die EU hat zur Verstärkung der grenzüberschreitenden Zusammenarbeit in der Sahelzone die Regionalisierung ihrer GSVP-Missionen EUCAP Sahel Mali, EUCAP Sahel Niger und EUTM Mali im Juni 2017 beschlossen. Der regionalen Koordinierungszelle sollen auch Experten für innere Sicherheit und Verteidigung der G5-Sahel-Länder angehören. In der sogenannten Sahel-Allianz koordinieren Deutschland, Frankreich, die EU und die G5-Sahel die internationale Entwicklungszusammenarbeit.

## Entwicklungspolitik
Mit der „Sahel-Allianz“ wollen Frankreich, Deutschland und die EU auch auf weiteren Politikfeldern – insbesondere in der Entwicklungszusammenarbeit – ihre Kooperation mit den Sahel-Staaten ausbauen. Auf dem Deutsch-Französischen Ministerrat im Juli 2017 wurde beschlossen, durch Berufsbildungsangebote und Investitionen in Landwirtschaft und Infrastruktur Arbeitsplätze vor allem für die junge Bevölkerung zu schaffen. Weitere Schwerpunkte der Sahel-Allianz sind die Korruptionsbekämpfung, ländliche Entwicklung, Landwirtschaft, Ernährungssicherheit sowie Rechtsstaatlichkeit. In Sahel-Allianz umfasst mittlerweile 27 bilaterale und multilaterale Geber.

## Koalition für den Sahel
Die „Koalition für den Sahel“ wurde beim Gipfeltreffen von Pau am 13. Januar 2020, an dem Frankreich und die Sahel-Staaten teilnahmen, ins Leben gerufen. Die Koalition definierte vier thematische Schwerpunkte: Terrorismusbekämpfung, die Stärkung der Streitkräfte der Sahel G5-Staaten, die Rückkehr und Stärkung des Staates sowie die Entwicklungszusammenarbeit. Am 12. Juni 2020 findet das erste Treffen der Koalition per Videokonferenz statt, an der die Sahel-G5-Staaten, die Europäische Union und ihre Mitgliedstaaten, die Afrikanische Union, die Vereinten Nationen und weitere engagierte Partnerstaaten teilnahmen.
Die „Partnerschaft für Sicherheit und Stabilität im Sahel“ (P3S) wird ein fester Bestandteil der Sahel-Koalition sein und sich auf die Schwerpunkte „Stärkung der Sicherheitskräfte“ und „Rückkehr des Staates“ konzentrieren. Die Partnerschaft geht auf eine Initiative des französischen Präsidenten Emmanuel Macron und Bundeskanzlerin Angela Merkel zurück. Sie wurde beim G7-Gipfel in Biarritz im August 2019 zusammen mit dem damaligen Vorsitzenden der Sahel G5, dem Staatspräsidenten Burkina Fasos, Marc Roch Kaboré, angekündigt.

## Dokumente
- Eine Sahel-Allianz